# Чебыши (деревня)
Чебыши — деревня в Кимовском районе Тульской области в составе Епифанского сельского поселения.

## География
Находится в восточной части Тульской области на расстоянии приблизительно 28 км на юг по прямой от города Кимовск, административного центра района.

## История
В 1859 году здесь (тогда деревня Епифанского уезда Тульской губернии) было отмечено 23 двора, в 1926 — 75, в конце 1930-х годов — 50.

## Население
Постоянное население составляло 227 человек (1859 год), 449 (1926), 55 (русские 98 %) в 2002 году, 34 в 2010.